# Abramites
Genre
Abramites est un genre de poissons de la famille des Anostomidae et de l'ordre des Characiformes.  

## Liste d'espèces
Selon FishBase et ITIS:
- Abramites eques (Steindachner, 1878)
- Abramites hypselonotus (Günther, 1868)